# Пресняков Володимир Миколайович
Володи́мир Микола́йович Пресняко́в (1988—2014) — молодший сержант, Державна прикордонна служба України, учасник російсько-української війни.

## Життєпис
Народився 1988 року в місті Новоазовськ. Закінчив новоазовську ЗОШ, навчався в професійному ліцеї, отримав спеціальність монтажника-будівельника та електрозварника. 2008 року закінчив Навчальний центр підготовки молодших спеціалістів ДПСУ.
Старший механік відділу зв'язку. Загинув при обстрілі терористами з мінометів пункту пропуску Новоазовськ на кордоні з Росією. Терористи почали обстріл пункту пропуску о 2.20 ночі з боку села Маркине Новоазовського району, на той момент в «Новоазовську» було чимало людей, зокрема водіїв вантажного транспорту. Після початку обстрілу прикордонники допомогли укритися цивільним, після чого зайняли укріплені позиції для ведення кругової оборони; з водіїв лише один зазнав поранень. З прикордонників 8 було поранено.
Без Володимира лишилися дружина Каріна і двоє дітей — Кирило й Даринка.
Похований в Новоазовську.

## Нагороди
15 липня 2014 року — за особисту мужність і героїзм, виявлені у захисті державного суверенітету та територіальної цілісності України, вірність військовій присязі під час російсько-української війни, відзначений — нагороджений орденом «За мужність» III ступеня (посмертно).